# Calonges
Calonges – miejscowość i gmina we Francji, w regionie Nowa Akwitania, w departamencie Lot i Garonna.
Według danych na rok 1990 gminę zamieszkiwały 483 osoby, a gęstość zaludnienia wynosiła 30 osób/km² (wśród 2290 gmin Akwitanii Calonges plasuje się na 724. miejscu pod względem liczby ludności, natomiast pod względem powierzchni na miejscu 698.).